# 丁奎岭
丁奎岭（1966年3月15日—），男，汉族，河南永城人，中国化学家。南京大学化学系理学博士，教授、博士生导师。1986年5月加入中国共产党，1990年10月参加工作。2013年当选为中国科学院院士。曾任中国科学院上海有机化学研究所所长、上海交通大学常务副校长，现任上海交通大学校长、党委副书记。第十四届全国人大代表，第十三届全国政协委员。

## 简历
1985年毕业于郑州大学化学系有机化学专业，获学士学位。1987年获得郑州大学化学系有机化学专业硕士学位，导师为吴养洁院士。1990年获得南京大学化学系有机化学专业博士学位，导师为吴养洁院士。
1990年10月，任郑州大学化学系讲师。1992年11月，升任化学系副教授（其中1993年9月至1994年9月，在日本龙谷大学理工学部做博士后）。1995年12月，晋升化学系教授（其中1997年9月至1998年9月，任日本东京工业大学UNESCO研究员）。
1998年12月至2009年5月，在中国科学院上海有机化学研究所工作，历任研究员、工会主席、党委副书记、纪委书记、副所长；2009年7月至2019年1月，任中国科学院上海有机化学研究所所长。2013年当选为中国科学院院士。
2018年9月，任上海交通大学党委常委、常务副校长。
2023年2月19日，升任上海交通大学校长、党委副书记。

## 头衔
- 2002年：上海市化学化工学会理事﹑有机化学专业委员会主任
- 2005年：XV和XVI届国际均相催化会议国际顾问委员会成员
- 2006年：学报联合编辑室主任
- 2006年：《欧洲有机化学杂志》(Eur. J. Org. Chem.)国际咨询委员会委员
- 2008年：《化学通讯》(Chem. Commun.)国际咨询委员会委员
- 2010年：《催化科学与技术》(Catal. Sci. & Tech.)编辑委员会委员
- 2010年：《当代有机合成》(Curr. Org. Synth.)国际咨询委员会委员
- 上海市化学化工学会副理事长
- 中国化学会副理事长
- 上海市科协副主席
- 徐汇区科协主席
- 上海市科技启明星联谊会理事长

## 荣誉
- 2002年河南省科技进步一等奖一项（排名第二）
- 2004年入选新世纪百千万人才国家级人选
- 2005年获Synlett/Synthesis Journal Award
- 2006年获中国科学院研究生院优秀教师
- 2006年获上海市化学化工学会庄长恭奖
- 2006年获上海市青年科技英才奖
- 2008年获上海市自然科学一等奖（排名第一）
- 2009年获国家自然科学二等奖 （排名第一）
- 2011年获第八届上海市自然科学牡丹奖
- 2011年第十二届上海市科技精英

## 主要研究方向
主要从事基于有机金属催化的不对称反应和绿色化学研究，包括组合化学方法在催化不对称反应中的应用研究、新型手性配体的设计、合成及其应用研究、新的手性催化剂负载化方法等，发展手性合成的先进方法学；另外还开展H2、CO、CO2活化有关的催化反应研究，发展清洁的有机合成方法。